# Mats Johansson
Alf Mats Bertil Johansson (Gotemburgo, 26 de agosto de 1956) es un deportista sueco que compitió en vela en la clase Star.
Ganó una medalla de bronce en el Campeonato Mundial de Star de 1990 y tres medallas en el Campeonato Europeo de Star entre los años 1990 y 2013. Participó en dos Juegos Olímpicos de Verano, en los años 1988 y 2000, ocupando el cuarto lugar en Sídney 2000, en la clase Star.

## Palmarés internacional
| \| Campeonato Mundial \| Campeonato Mundial \| Campeonato Mundial \| Campeonato Mundial \| \| Año \| Lugar \| Medalla \| Clase \| \| ------------------ \| -------------------------- \| ------------------ \| ------------------ \| \| 1990 \| Cleveland (Estados Unidos) \| Medalla de bronce \| Star \| \| Campeonato Europeo \| \| \| \| \| Año \| Lugar \| Medalla \| Clase \| \| 1990 \| Laredo (España) \| Medalla de plata \| Star \| \| 1991 \| Balatonfüred (Hungría) \| Medalla de bronce \| Star \| \| 2013 \| Båstad (Suecia) \| Medalla de plata \| Star \| |                            |                   |       |
| Campeonato Mundial |                            |                   |       |
| Año | Lugar                      | Medalla           | Clase |
| 1990 | Cleveland (Estados Unidos) | Medalla de bronce | Star  |
| Campeonato Europeo |                            |                   |       |
| Año | Lugar                      | Medalla           | Clase |
| 1990 | Laredo (España)            | Medalla de plata  | Star  |
| 1991 | Balatonfüred (Hungría)     | Medalla de bronce | Star  |
| 2013 | Båstad (Suecia)            | Medalla de plata  | Star  |